# فلات کوهستانی مینژیلکی
فلات کوهستانی مینژیلکی (انگلیسی: Mynjylky mountain plateau) یک در استان آلماتی در کشور قزاقستان است.